# Ruben Gabrielsen
 Lunan Ruben Gabrielsen  (Gjøvik, Noruega, 10 de marzo de 1992) es un futbolista noruego. Juega de defensa y su equipo es el Lillestrøm SK de la Eliteserien.

## Clubes
| Club                      | País           | Año       |
| ------------------------- | -------------- | --------- |
| Lillestrøm SK             | Noruega        | 2009-2014 |
| Molde FK                  | Noruega        | 2014-2019 |
| Toulouse F. C.            | Francia        | 2020-2022 |
| F. C. Copenhague (cedido) | Dinamarca      | 2021      |
| Austin F. C.              | Estados Unidos | 2022-2023 |
| Lillestrøm SK             | Noruega        | 2023-     |

## Palmarés

### Títulos nacionales
| Título          | Club     | País    | Año  |
| --------------- | -------- | ------- | ---- |
| Tippeligaen     | Molde FK | Noruega | 2014 |
| Copa de Noruega | Molde FK | Noruega | 2014 |
| Eliteserien     | Molde FK | Noruega | 2019 |